# Berkeley Studies
Berkeley Studies – czasopismo filozoficzne otwartego dostępu o życiu i twórczości George’a Berkeleya, założone w 1977 roku przez E. J. Furlonga i Davida Bermana. Początkowo nazywało się Berkeley Newsletter.

## Historia czasopisma
W pierwszym okresie swego istnienia czasopismo wydawane było przez Trinity College w Dublinie; zlikwidowano je pod koniec XX wieku. W roku 2005 reaktywowano pismo pod egidą Hampden-Sydney College. Od tej chwili ukazuje się jako rocznik elektroniczny, a archiwalne numery zostały zdigitalizowane. Obecnie wszystkie wolumeny udostępniane są nieodpłatnie poprzez serwis internetowy Hampden-Sydney College. Obecnym redaktorem naczelnym jest Stephen H. Daniel, prezydent Międzynarodowego Towarzystwa Berkeleya.
Już w pierwszym numerze czasopisma ogłoszono, że redakcja rozpoczyna zbieranie nowej bibliografii, w skład której wejdą publikacje o Berkeleyu po 1979 roku. W zamyśle redaktorów, powinna ona być kontynuacją bibliografii przygotowanej przez Colina Turbayne’a, zawierającej zestawienie prac o Berkeleyu opublikowanych w latach 1963–1979. Bibliografia została zebrana przez Silvię Parigię i obecnie dostępna jest w serwisie internetowym czasopisma. W skład wykazu weszły przede wszystkim publikacje w głównych językach zachodnioeuropejskich: angielskim, niemieckim, francuskim, hiszpańskim, włoskim. Bibliografia nie obejmuje publikacji w innych językach, m.in. słowiańskich. Natomiast opublikowany w Berkeley Studies artykuł Marty Szymańskiej zawiera dość rozległy wykaz książek i artykułów, poświęconych biskupowi Berkeleyowi i wydanych w Polsce.

## Zespół redakcyjny
Redaktorzy naczelni
| Redaktor naczelny | Lata         |
| ----------------- | ------------ |
| E. J. Furlong     | 1977-1985    |
| David Berman      | 1986-1998    |
| Bertil Belfrage   | 2005-2006    |
| Stephen H. Daniel | od 2007 roku |

Rada redakcyjna
| - Marc Hight - Silvia Parigi - Laurent Jaffro - Tom Stoneham | - Timo Airaksinen - Harry Bracken - Margaret Atherton - Wolfgang Breidert | - Bertil Belfrage - Geneviève Brykman - David Berman - George Pappas |

## Wybrane publikacje
- Marta Szymańska, Review Article: George Berkeley’s Philosophy in Polish Studies, „Berkeley Studies”, 19, 2008, s. 32–40 [dostęp 2011-05-15] (ang.).[3]